# Victor Ambros
Victor Ambros (* 1. prosince 1953 New Hampshire) je americký vývojový biolog polského původu, společně s Garym Ruvkunem nositel Nobelovy ceny za fyziologii a lékařství z roku 2024, kterou získali za objev mikroRNA a jejich role v posttranskripční regulaci genové exprese.
Doktorský titul získal v roce 1979 v Massachusettském technologickém institutu, kde se pod vedením laureáta Nobelovy ceny Davida Baltimora zabýval strukturou a replikací genomu polioviru. Od roku 2008 působí na lékařské fakultě Massachusettské univerzity, historicky vyjma své alma mater pracoval i na Harvardově univerzitě (1984–1992) a Dartmouth College (1992–2007).
Většinu své vědecké kariéry spojil s výzkumem genetických drah řídících ontogenezi u háďátka obecného (Caenorhabditis elegans). Společně s laboratoří Garyho Ruvkuna se jeho laboratoř podílela zejména na objevu a popisu funkce mikroRNA. První z nich byla RNA lin-4, jež je u háďátka komplementární vůči sekvencím v 3' nepřekládané oblasti mRNA pro transkripční faktor LIN-14, jehož množství tak malé RNA lin-4 negativně regulují. Regulace prostřednictvím miRNA je nyní mezi živými organismy považována za rozšířený fenomén, v případě člověka může existovat více než 1 000 lokusů pro miRNA.